# Монте Сант'Анджело
Мо̀нте Сант'А̀нджело (на италиански: Monte Sant'Angelo, на местен диалект Mònde, Монде) е град и община в Южна Италия, провинция Фоджа, регион Пулия. Разположен е на 796 m надморска височина. Населението на общината е 13 168 души (към 2011 г.).